# Atom (текстовый редактор)
Atom (в прошлом Atomicity) — бесплатный текстовый редактор с открытым исходным кодом для Linux, macOS, Windows с поддержкой плагинов, написанных на JavaScript, и встраиваемых под управлением Git. Большинство плагинов имеют статус свободного программного обеспечения, разрабатываются и поддерживаются сообществом.
Atom основан на Electron (ранее известный как Atom Shell) — фреймворке кросс-платформенной разработки с использованием Chromium и io.js. Редактор написан на CoffeeScript и LESS. Версия 1.0 была выпущена 25 июня 2015 г.
4 июня 2018 года компанию GitHub купила компания Microsoft. 8 июня 2022 года компания GitHub объявила о прекращении разработки редактора кода Atom. 
Репозиторий atom/atom был архивирован 15 декабря 2022 года. 
На следующий день, вышла первая версия Pulsar – форка Atom, созданного сообществом.

## Слежение за пользователем
В 2016 году осуждение пользователей вызвали две предустановленные и включенные по умолчанию в Atom опции (пакеты), которые могли отсылать некую статистическую информацию на внешние серверы. Данные опции были переведены в режим, когда отсылка данных включается лишь после явного согласия пользователя, запрос которого производится при первом запуске среды:
- Пакет Metrics (метрики): Отсылает статистику использования в систему аналитики Google Analytics, данные включают в себя уникальный идентификатор инсталляции UUIDv4.[22] Согласно авторам, эта возможность используется для определения производительности и чтобы знать, какие функции используются больше всего.[23] Опция управляется через меню «Settings View» — metrics и отключение пакета.[22]
- Пакет «Exception-reporting», который загружает отчеты о необработанных во внутреннем коде среды Atom исключениях на сервис bugsnag.com.[24]